# منطق صوري

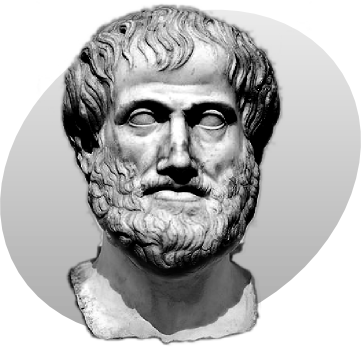

المنطق الصوري أو المنطق الشكلي هو علم آلي وضع لصيانة الذهن عن الخطأ في الفكر. فهو الميزان والمعيار الأساس لمعرفة التفكير الصحیح.

## المنطق الصوري
المنطق الصوري هو المنطق الأرسطي، وسمي بذلك لأن صحة الاستدلالات أو سقمها من وجهة نظر هذا العلم تُبنَى علی صورة القياس والاستدلال من الأشکال الأربعة المبحوث عنها في المنطق، لا علی مادته من القضايا التي تشکل القیاس المنطقي، غير أن هذا لا يعني عدم اهتمام أرسطو بالإمكان الواقعي لتحقق هذه الاستدلالات وتأكد صحتها واقعًا.
يعرّف أرسطو المنطق أنه آلة العلم وأداة البحث والمعرفة الصحيحة.

## واضع علم المنطق الصوري
أول من قام بتدوين المنطق الصوري هو أرسطاطاليس (أرسطو) اليوناني (المولود عام 384 قبل الميلاد ، المتوفی عام 322 قبل الميلاد). وهو من تلامذة أفلاطون وهو مؤسس حکمة المشائين.
قام جمع من تلامذته وأتباعه بنشر الاصول الأساسية لهذا المنطق في کتاب يسمی ب ارغنون، وهو يشتمل علی القضايا والجدليات والمقولات وإبطال المغالطات وأناطوليقا.